# Форест (тауншип, округ Бекер, Миннесота)
Форест (англ. Forest) — тауншип в округе Бекер, Миннесота, США. На 2000 год его население составило 58 человек.

## География
По данным Бюро переписи населения США площадь тауншипа составляет 93,2 км², из которых 83,8 км² занимает суша, а 9,3 км² — вода (10,03 %).

## Демография
По данным переписи населения 2000 года здесь находились 58 человек, 32 домохозяйства и 23 семьи. Плотность населения —  0,7 чел./км². На территории тауншипа расположено 144 постройки со средней плотностью 1,7 построек на один квадратный километр. Расовый состав населения: 100,00 % белых.
Из 32 домохозяйств в 3,1 % воспитывались дети до 18 лет, в 71,9 % проживали супружеские пары и в 28,1 % домохозяйств проживали несемейные люди. 25,0 % домохозяйств состояли из одного человека, при том 12,5 % из — одиноких пожилых людей старше 65 лет. Средний размер домохозяйства — 1,81, а семьи — 2,09 человека.
3,4 % населения — младше 18 лет, 3,4 % — в возрасте от 18 до 24 лет, 5,2 % — от 25 до 44, 29,3 % — от 45 до 64, и 58,6 % — старше 65 лет. Средний возраст — 67 лет. На каждые 100 женщин приходилось 107,1 мужчин. На каждые 100 женщин старше 18 приходилось 107,4 мужчин.
Средний годовой доход домохозяйства составлял 49 167 долларов, а средний годовой доход семьи —  36 667 долларов. Средний доход мужчин —  81 007  долларов, в то время как у женщин — 11 250. Доход на душу населения составил 30 232 доллара. За чертой бедности находились 8,3 % семей и 6,5 % всего населения тауншипа.